# Jeziorany
Jeziorany é um município da Polônia, na voivodia da Vármia-Masúria e no condado de Olsztyn. Estende-se por uma área de 3,41 km², com 3 258 habitantes, segundo os censos de 2017, com uma densidade de 955,4 hab/km².